# Uskorenije
Uskorenije (russisch ускорение, wiss. Transliteration uskorenie; „Beschleunigung“) war ein Begriff, der 1985 von Michail Gorbatschow in der Sowjetunion eingeführt wurde. Er bedeutet „Beschleunigung“ und meint Beschleunigung durch Wirtschaftsreformen.
Das Uskorenije beinhaltete unter anderem eine strengere Arbeitsdisziplin und eine bessere Kontrolle der Parteifunktionäre. In der Praxis wurde das Uskorenije zu einer Förderung der mechanischen und Schwerindustrie, was zu versteckter Inflation und Kürzungen im Konsumgütersektor führte. Die Beschleunigung scheiterte und wurde daher bald nicht mehr zusammen mit dem Begriff Perestroika verwendet. Im Juni 1987 wurde das Uskorenije für gescheitert erklärt und durch die ehrgeizigere Perestroika ersetzt.